# يوكو أكينو
يوكو أكينو (باليابانية: 秋野暢子؛ بالكانا: あきの ようこ) هي ممثلة يابانية، ولدت في 18 يناير 1957 في أوساكا في اليابان.

## وصلات خارجية
- يوكو أكينو على موقع IMDb (الإنجليزية)
- يوكو أكينو على موقع ميوزك برينز (الإنجليزية)
- يوكو أكينو على موقع أول موفي (الإنجليزية)
- يوكو أكينو على موقع قاعدة بيانات الفيلم (الإنجليزية)